# Warrenton (Missouri)
Warrenton è un comune degli Stati Uniti d'America, situato nello Stato del Missouri, nella contea di Warren, della quale è il capoluogo.
Al censimento dell’aprile 2020 aveva 8 429 abitanti.